# Saidpur
För andra betydelser, se Saidpur (olika betydelser).
Saidpur är en stad i nordvästra Bangladesh och ligger i provinsen Rangpur. Staden hade 127 104 invånare vid folkräkningen 2011, med förorter 133 433 invånare. Saidpur blev en egen kommun 30 april 1958.